# Tarascon-sur-Ariège
Tarascon-sur-Ariège är en kommun i departementet Ariège i regionen Occitanien i södra Frankrike. Kommunen ligger  i kantonen Tarascon-sur-Ariège som ligger i arrondissementet Foix. År 2022 hade Tarascon-sur-Ariège 3 060 invånare.

## Befolkningsutveckling
Antalet invånare i kommunen Tarascon-sur-Ariège
Referens: INSEE

## Galleri

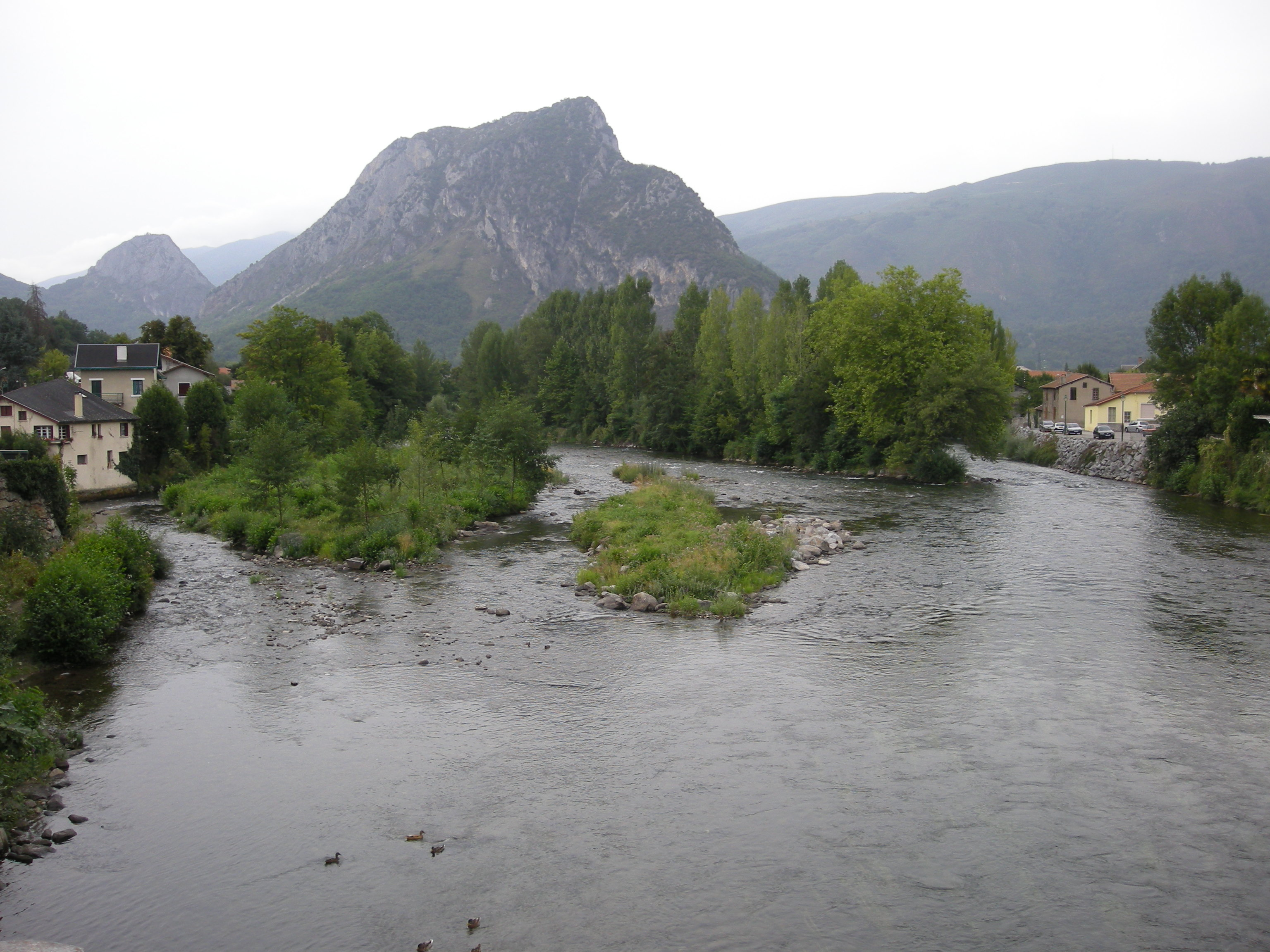
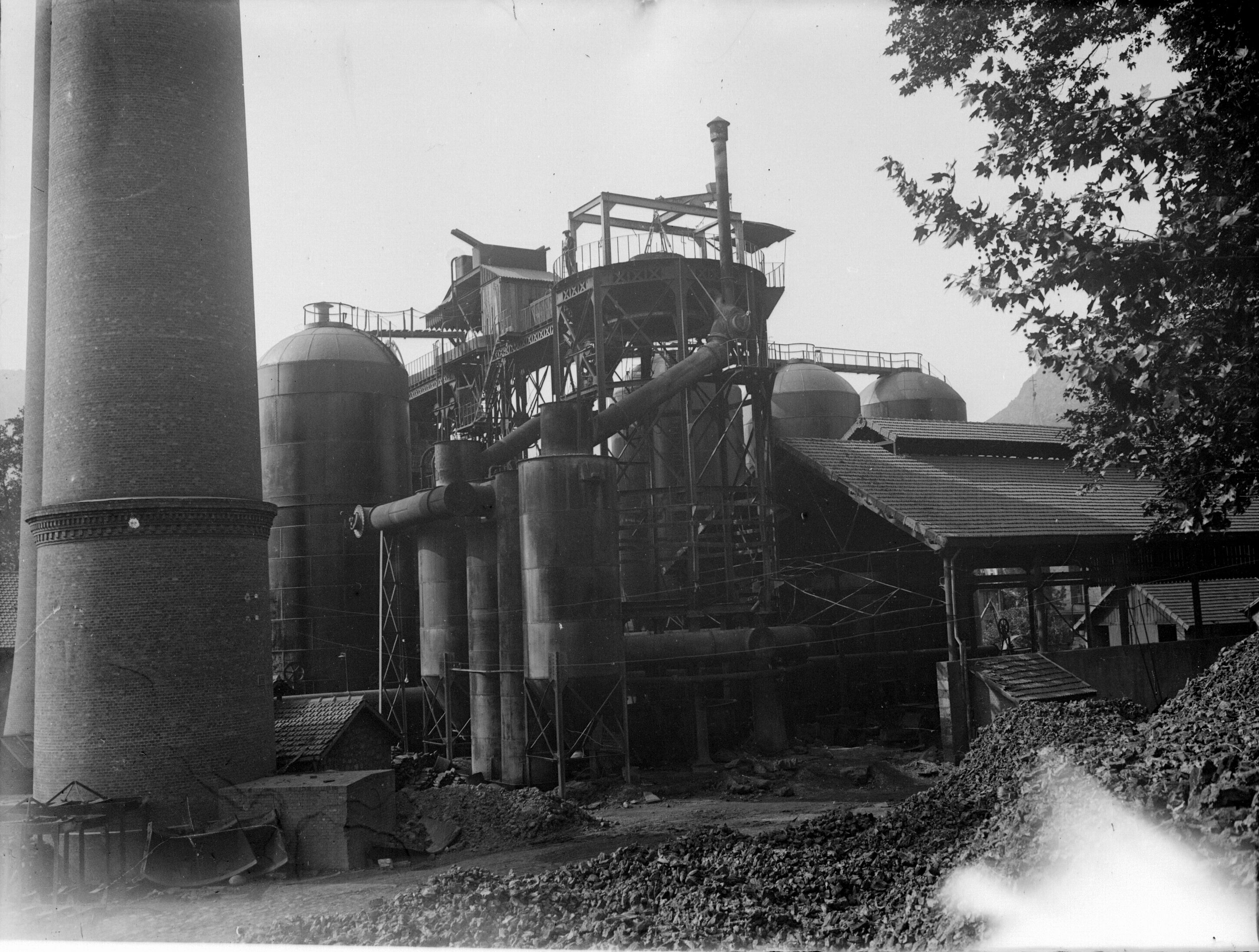